# Anna Wood (attrice)
Anna Elizabeth Wood (Carolina del Nord, 30 dicembre 1985) è un'attrice e modella statunitense.

## Biografia
È nata il 30 dicembre 1985. Dopo aver concluso gli studi, nel 2002, intraprende la carriera di attrice, lavorando come cabarettista in vari locali. Debutta in televisione nel 2009, prendendo parte a un episodio del serial poliziesco Cold Case - Delitti irrisolti. L'anno successivo esordisce sul grande schermo con il film Nice Guy Johnny, in un piccolissimo ruolo. È maggiormente ricordata soprattutto per i suoi ruoli da protagonista nelle serie TV Reckless e Falling Water.

## Filmografia

### Cinema
- Nice Guy Johnny, regia di Edward Burns (2010)
- Negative Space, regia di Ben Cresciman (2011)
- Chronicle, regia di Josh Trank (2012)

### Televisione
- Royal Pains – serie TV, episodio 1x10 (2009)
- Cold Case - Delitti irrisolti (Cold Case) – serie TV, episodio 7x06 (2009)
- Brothers & Sisters - Segreti di famiglia (Brothers & Sisters) - serie TV, episodio 4x18 (2010)
- House of Lies – serie TV, episodio 1x11 (2012)
- NCIS: Los Angeles – serie TV, episodio 3x20 (2012)
- Mad Men – serie TV, episodio 5x10 (2012)
- Deception – serie TV, 6 episodio (2013)
- Trooper, regia di Craig Gillespie – film TV (2013)
- Reckless – serie TV, 13 episodi (2014)
- Day One – serie TV, episodio 1x01 (2014)
- Madam Secretary - serie TV, episodi 1x07, 1x08, 1x12 (2014-2015)
- The Following – serie TV, episodi 3x03, 3x04, 3x05 (2015)
- The Good Wife – serie TV, episodio 7x06 (2015)
- Falling Water – serie TV, 12 episodi (2016-2018)
- The Code – serie TV, 13 episodi (2019)
- Bull – serie TV, episodio 4x15 (2020)
- Law & Order: Unità vittime speciali – serie TV, episodio 22x15 (2021)

### Cortometraggi
- The Layla Project, regia di Tim Curcio e Nick P. Ross (2010)
- Delusions of Love: A Case Study in Jealousy and 19th Century Formal Wear, regia Brandon Douglas Hall (2010)

## Doppiatrici italiane
Nelle versioni in italiano dei suoi film, Anna Wood è stata doppiata da:
- Valentina Mari in Cold Case - Delitti irrisolti, Mad Men
- Selvaggia Quattrini in The Following, Falling Water
- Federica De Bortoli in The Code
- Ilaria Latini in Law & Order: Unità vittime speciali